# Bodenrode-Westhausen
Bodenrode-Westhausen település Németországban, azon belül Türingiában. Lakosainak száma 1070 fő (2023. december 31.).

## Népesség
A település népességének változása:
| Lakosok száma | 1137 | 1111 | 1110 | 1096 | 1093 | 1070 |
|               | 2014 | 2017 | 2019 | 2021 | 2022 | 2023 |